# Red Bull Racing RB16B
Der Red Bull Racing RB16B ist der Formel-1-Rennwagen von Red Bull Racing für die Formel-1-Weltmeisterschaft 2021. Er ist der 17. Formel-1-Wagen des Teams und wurde am 23. Februar 2021 präsentiert.

## Technik und Entwicklung
Wie alle Formel-1-Fahrzeuge des Jahres 2021 ist der RB16B ein hinterradangetriebener Monoposto mit einem Monocoque aus kohlenstofffaserverstärktem Kunststoff (CFK). Außer dem Monocoque bestehen auch viele weitere Teile des Fahrzeugs, darunter die Karosserieteile und das Lenkrad aus CFK. Auch die Bremsscheiben sind aus einem mit Kohlenstofffasern verstärkten Verbundwerkstoff.
Der RB16B ist das Nachfolgemodell des Red Bull Racing RB16. Da das technische Reglement zur Saison 2021 weitgehend stabil blieb, ist das Fahrzeug größtenteils eine Weiterentwicklung.
Angetrieben wird der RB16B von einem 1,6-Liter-V6-Motor von Honda in der Fahrzeugmitte mit Turbolader sowie einem 120 kW starken Elektromotor, es ist also ein Hybridelektrokraftfahrzeug. Die Kraft überträgt ein sequentielles, mit Schaltwippen betätigtes Achtganggetriebe von Red Bull Racing. Das Fahrzeug hat nur zwei Pedale, ein Gaspedal (rechts) und ein Bremspedal (links). Genau wie viele andere Funktionen wird die Kupplung, die nur beim Anfahren aus dem Stand verwendet wird, über einen Hebel am Lenkrad bedient.
Die Gesamtbreite des Fahrzeugs beträgt 2000 mm, die Breite zwischen Vorder- und Hinterachse 1600 mm, die Höhe 950 mm. Der Frontflügel hat eine Breite von 2000 mm, der Heckflügel von 1050 mm sowie eine Höhe von 820 mm. Der Diffusor ist 175 mm hoch sowie 1050 mm breit. Der Wagen ist mit 305 mm breiten Vorderreifen und mit 405 mm breiten Hinterreifen des Einheitslieferanten Pirelli ausgestattet, die auf 13-Zoll-Rädern montiert sind.
Der RB16B hat, wie alle Formel-1-Fahrzeuge seit 2011, ein Drag Reduction System (DRS), das durch Flachstellen eines Teils des Heckflügels den Luftwiderstand des Fahrzeugs auf den Geraden verringert. Auch das DRS wird mit einem Schalter am Lenkrad des Wagens aktiviert.
Der RB16B ist mit dem Halo-System ausgestattet, das einen zusätzlichen Schutz für den Kopf des Fahrers bietet.

## Lackierung und Sponsoring
Der RB16B ist überwiegend in Dunkelblau und Gelb, jeweils in matten Farbtönen, lackiert.
Es werben AT&T, Citrix, ExxonMobil (mit den Marken Esso und Mobil 1), die Grupo Carso (mit Claro, einem Markennamen in mehreren Staaten Lateinamerikas für Mobilfunknetze von América Móvil, dem zu Telmex gehörenden Internetprovider Infinitum und Telcel), Motorenlieferant Honda, Pirelli, Puma, Rauch, Red Bull und TAG Heuer auf dem Fahrzeug.

## Fahrer
Red Bull Racing tritt in der Saison 2021 mit der Fahrerpaarung Sergio Pérez und Max Verstappen an. Verstappen bestreitet seine fünfte vollständige Saison für das Team (seine sechste insgesamt), Pérez wechselt vom bisherigen Racing-Point-Team (ab 2021 Aston Martin) zu Red Bull Racing und ersetzt Alexander Albon, der als Test- und Ersatzfahrer im Team verbleibt und diese Rolle auch beim Schwesterteam AlphaTauri einnimmt.

## Ergebnisse
| Fahrer                          | Nr.                             | 1 | 2  | 3 | 4 | 5 | 6   | 7 | 8 | 9 | 10   | 11 | 12 | 13 | 14   | 15 | 16 | 17 | 18 | 19 | 20 | 21  | 22  | Punkte | Rang |
| ------------------------------- | ------------------------------- | - | -- | - | - | - | --- | - | - | - | ---- | -- | -- | -- | ---- | -- | -- | -- | -- | -- | -- | --- | --- | ------ | ---- |
| Formel-1-Weltmeisterschaft 2021 | Formel-1-Weltmeisterschaft 2021 |   |    |   |   |   |     |   |   |   |      |    |    |    |      |    |    |    |    |    |    |     |     | 585,5  | 2.   |
| M. Verstappen                   | 33                              | 2 | 1  | 2 | 2 | 1 | DNF | 1 | 1 | 1 | DNF1 | 9  | 1  | 1  | DNF2 | 2  | 2  | 1  | 1  | 2  | 2  | 2   | 1   | 585,5  | 2.   |
| S. Pérez                        | 11                              | 5 | 11 | 4 | 5 | 4 | 1   | 3 | 4 | 6 | 16   | 17 | 19 | 8  | 5    | 9  | 3  | 3  | 3  | 4  | 4  | DNF | DNF | 585,5  | 2.   |

| Legende  | Legende            | Legende                                                          |
| Farbe    | Abkürzung          | Bedeutung                                                        |
| -------- | ------------------ | ---------------------------------------------------------------- |
| Gold     | –                  | Sieg                                                             |
| Silber   | –                  | 2. Platz                                                         |
| Bronze   | –                  | 3. Platz                                                         |
| Grün     | –                  | Platzierung in den Punkten                                       |
| Blau     | –                  | Klassifiziert außerhalb der Punkteränge                          |
| Violett  | DNF                | Rennen nicht beendet (did not finish)                            |
| Violett  | NC                 | nicht klassifiziert (not classified)                             |
| Rot      | DNQ                | nicht qualifiziert (did not qualify)                             |
| Rot      | DNPQ               | in Vorqualifikation gescheitert (did not pre-qualify)            |
| Schwarz  | DSQ                | disqualifiziert (disqualified)                                   |
| Weiß     | DNS                | nicht am Start (did not start)                                   |
| Weiß     | WD                 | zurückgezogen (withdrawn)                                        |
| Hellblau | PO                 | nur am Training teilgenommen (practiced only)                    |
| Hellblau | TD                 | Freitags-Testfahrer (test driver)                                |
| ohne     | DNP                | nicht am Training teilgenommen (did not practice)                |
| ohne     | INJ                | verletzt oder krank (injured)                                    |
| ohne     | EX                 | ausgeschlossen (excluded)                                        |
| ohne     | DNA                | nicht erschienen (did not arrive)                                |
| ohne     | C                  | Rennen abgesagt (cancelled)                                      |
| ohne     | keine WM-Teilnahme |                                                                  |
| sonstige | P/fett             | Pole-Position                                                    |
| sonstige | 1/2/3/4/5/6/7/8    | Punktplatzierung im Sprint-/Qualifikationsrennen                 |
| sonstige | SR/kursiv          | Schnellste Rennrunde                                             |
| sonstige | *                  | nicht im Ziel, aufgrund der zurückgelegten Distanz aber gewertet |
| sonstige | ()                 | Streichresultate                                                 |
| sonstige | unterstrichen      | Führender in der Gesamtwertung                                   |